# Markus Janka (Altphilologe)
Markus Janka (* 8. September 1969 in Regensburg) ist ein deutscher Altphilologe.

## Leben
Janka studierte von 1988 bis 1993 Klassische Philologie, Geschichtswissenschaft, Germanistik, Erziehungs- und Rechtswissenschaften. Im Frühjahr 1993 legte er das Erste Staatsexamen für das Lehramt an Gymnasien in den Fächern Geschichte, Griechisch, Latein und Erziehungswissenschaften ab. Anschließend war er 1993 bis 1996 wissenschaftlicher Mitarbeiter am Institut für Klassische Philologie der Universität Regensburg, danach bis Februar 1998 Studienreferendar am Karls-Gymnasium München-Pasing, am Gymnasium Fridericianum Erlangen und am Albertus-Magnus-Gymnasium Regensburg, zugleich auch Lehrbeauftragter an der Universität Regensburg. 1997 wurde Janka bei Hans Gärtner mit einem Kommentar zum zweiten Buch der Ars amatoria des Ovid in Regensburg promoviert. Das Zweite Staatsexamen legte er am 13. Februar 1998 ab.
Vom 1. März 1998 bis zum 31. März 2004 war Janka Wissenschaftlicher Assistent am Lehrstuhl für Griechische Philologie (Georg Rechenauer) der Universität Regensburg. Am 5. Februar 2003 habilitierte er sich mit der Schrift Dialog der Tragiker: Liebe, Wahn und Erkenntnis in Sophokles’ Trachiniai und Euripides’ Hippolytos. Anschließend wirkte er als Privatdozent an der Universität Regensburg. Von 2003 bis 2006 hatte er verschiedene Vertretungs- und Gastprofessuren in Latinistik an der Universität Konstanz, Heidelberg, Frankfurt am Main und Salzburg inne.
Zum 1. April 2004 wurde er in Regensburg zum Wissenschaftlichen Oberassistenten befördert. Im ersten Schulhalbjahr 2005/2006 war er Studienrat auf Zeit am Dom-Gymnasium Freising. 2006 wurde er beurlaubt und ging als Wissenschaftlicher Angestellter an die Universität München, wo er am 1. April 2007 zum Professor für Klassische Philologie und Fachdidaktik der Alten Sprachen an der Abteilung für Griechische und Lateinische Philologie ernannt wurde.
Seit 2007 ist Janka Mitherausgeber der Zeitschrift Gymnasium. Schwerpunktmäßig befasst er sich mit dem antiken Drama, Rhetorik, Erotik und Mythologie der Antike (hier insbesondere mit Ovid), der Wirkungsgeschichte der antiken Literaturen sowie der der Fachdidaktik der Alten Sprachen und Literaturen.